# Calahorra
För andra betydelser, se Calahorra (olika betydelser).
Calahorra är en kommun i Spanien. Den ligger i den autonoma regionen La Rioja i norra delen av landet, 250 km nordost om huvudstaden Madrid. Antalet invånare är 25 064 (2024).